# Montignez
Montignez est une ancienne commune suisse du canton du Jura, située dans le district de Porrentruy.

Photo aérienne (1950)

Elle a fusionné le 1er janvier 2009 avec Buix et Courtemaîche pour former la commune de Basse-Allaine.

## Photographies

### Église

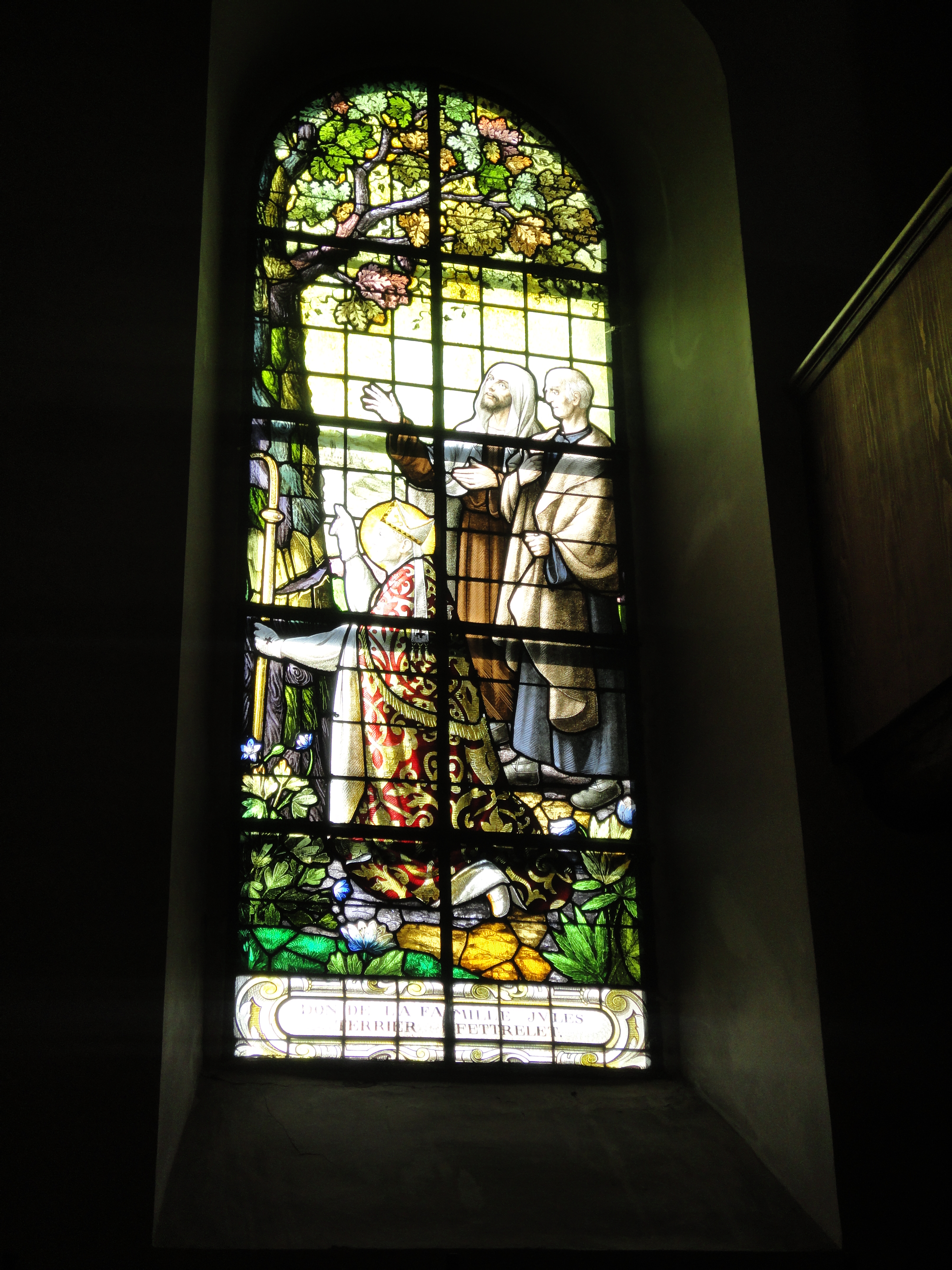
Vitrail de l'église - Don de la famille Jules Terrier Fettrelet
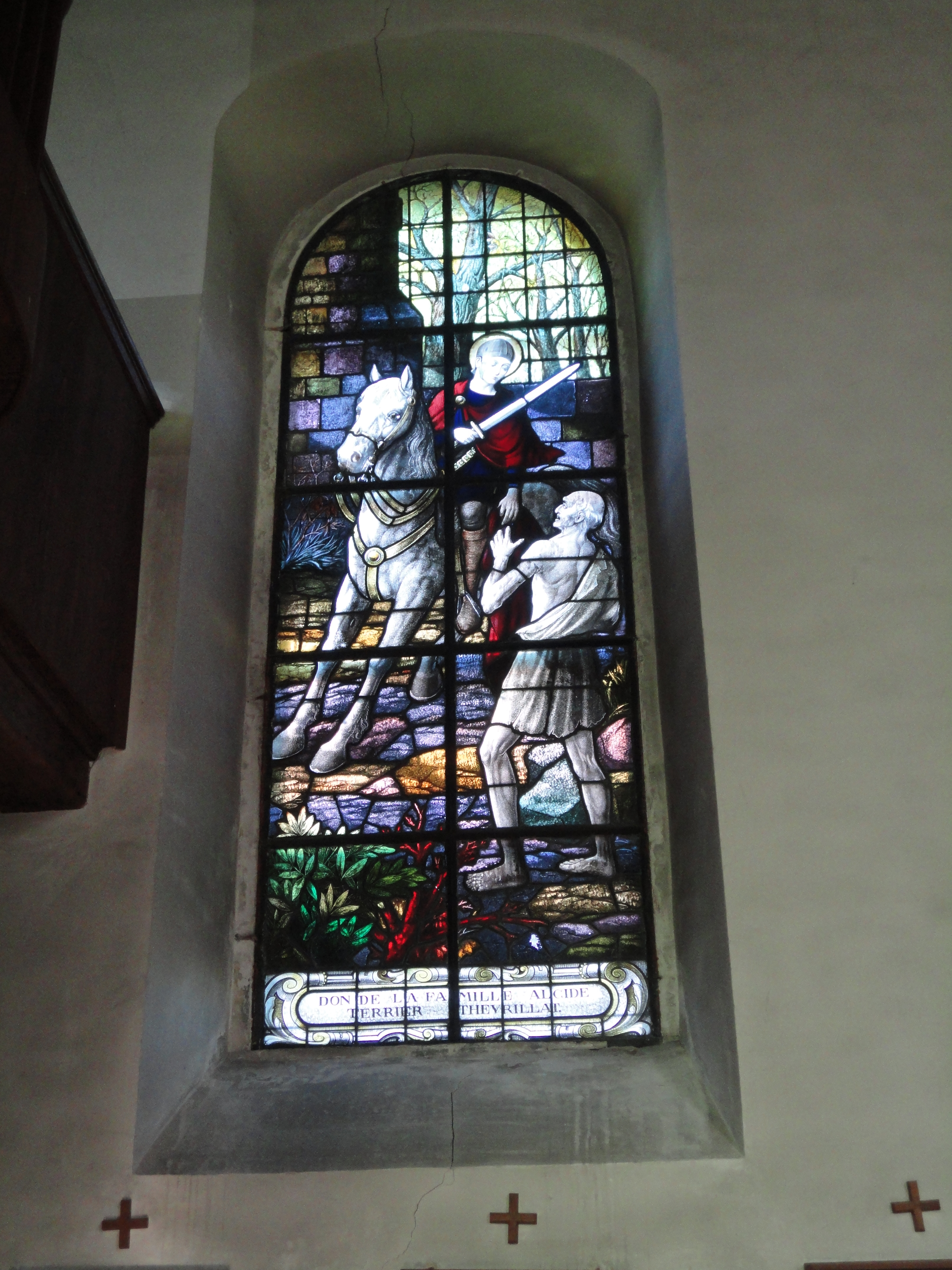
Vitrail de l'église - Don de la famille Alcide Terrier Thevrillat
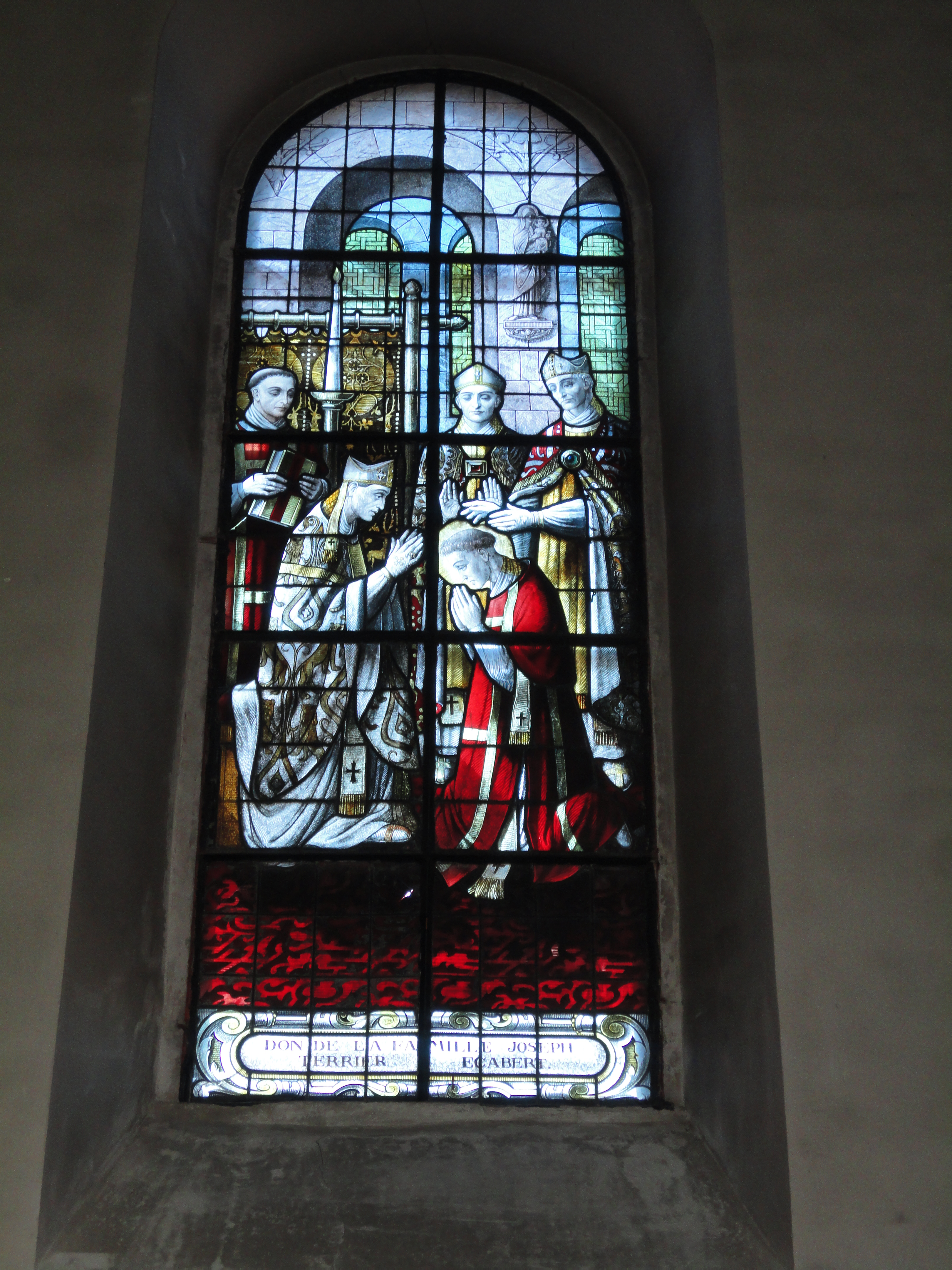
Vitrail de l'église - Don de la famille Joseph Terrier Ecabert
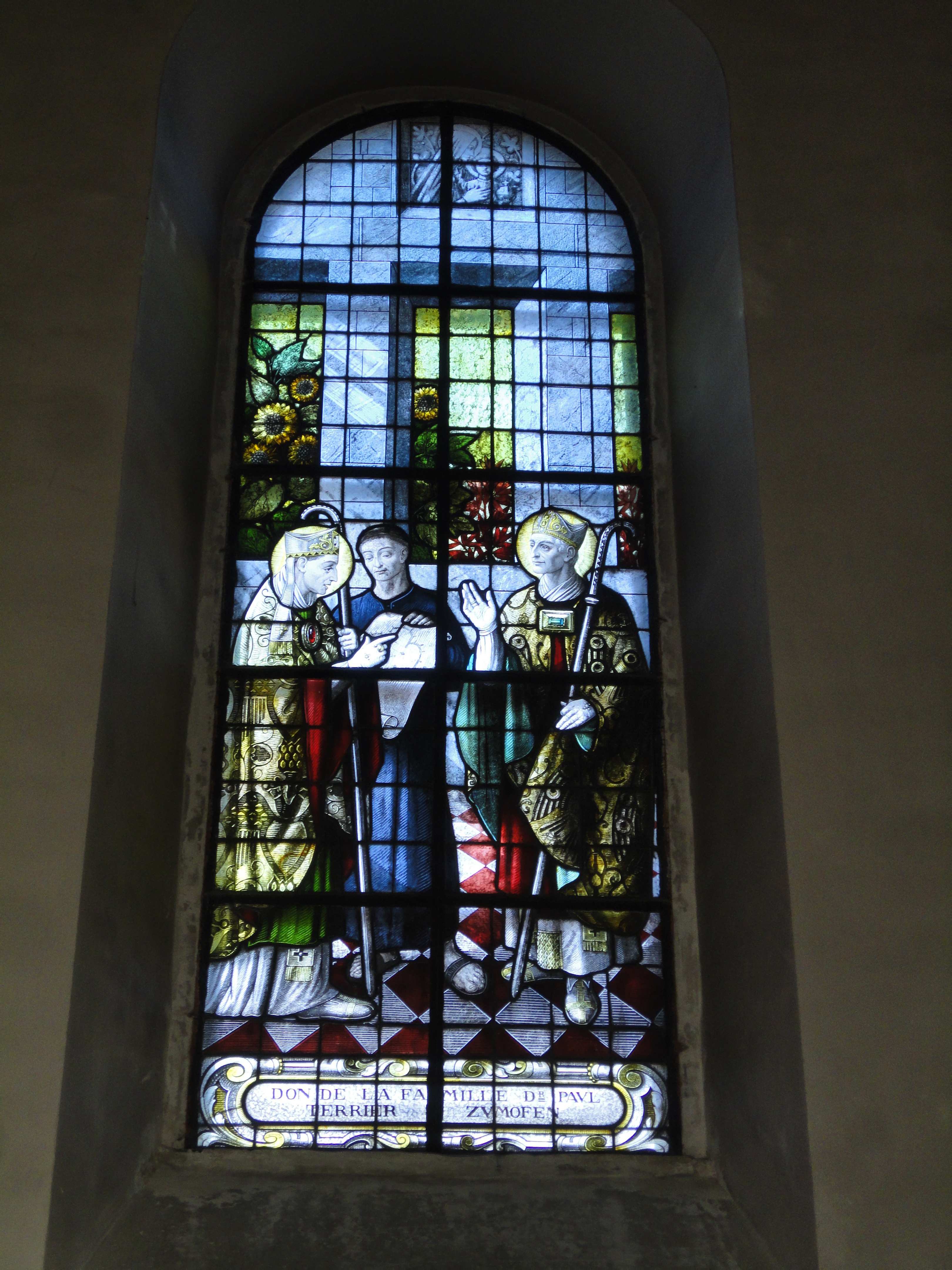
Vitrail de l'église - Don de la famille Dr Paul Terrier Zumofen
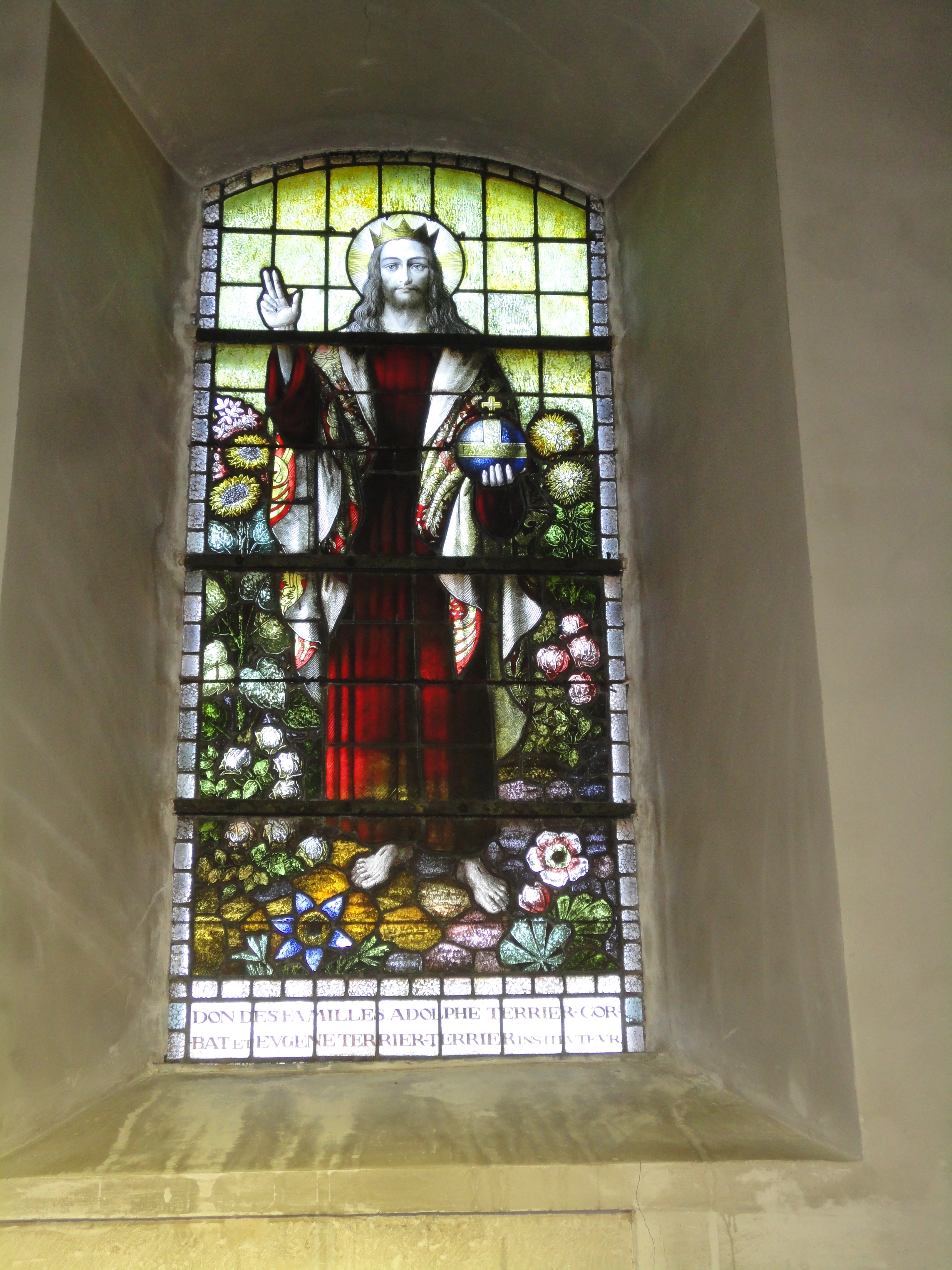
Vitrail de l'église - Don de la famille Adolphe Terrier-Corbat et Eugène Terrier-Terrier Instituteur
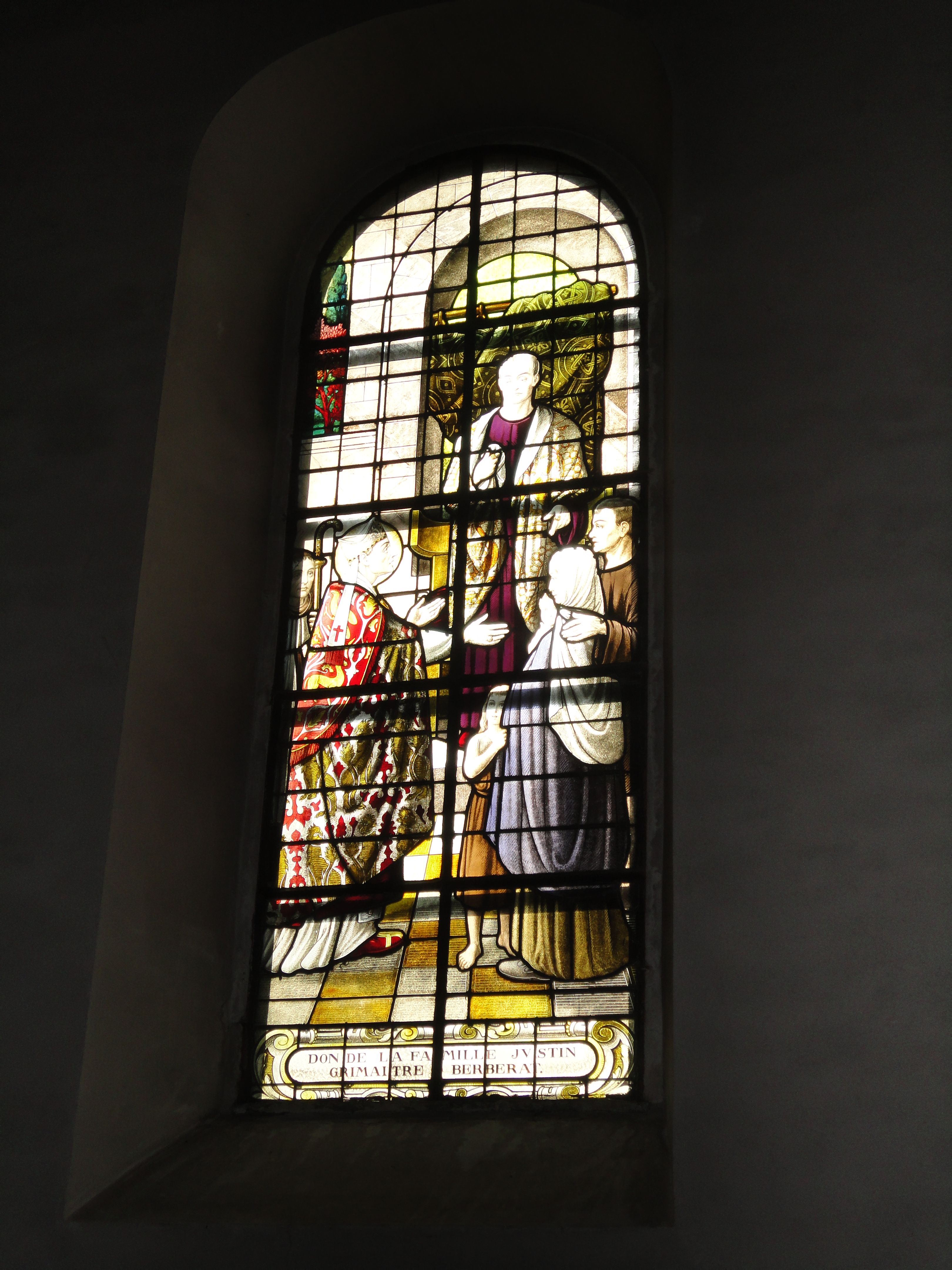
Vitrail de l'église - Don de la famille Justin Grimaitre Berberat
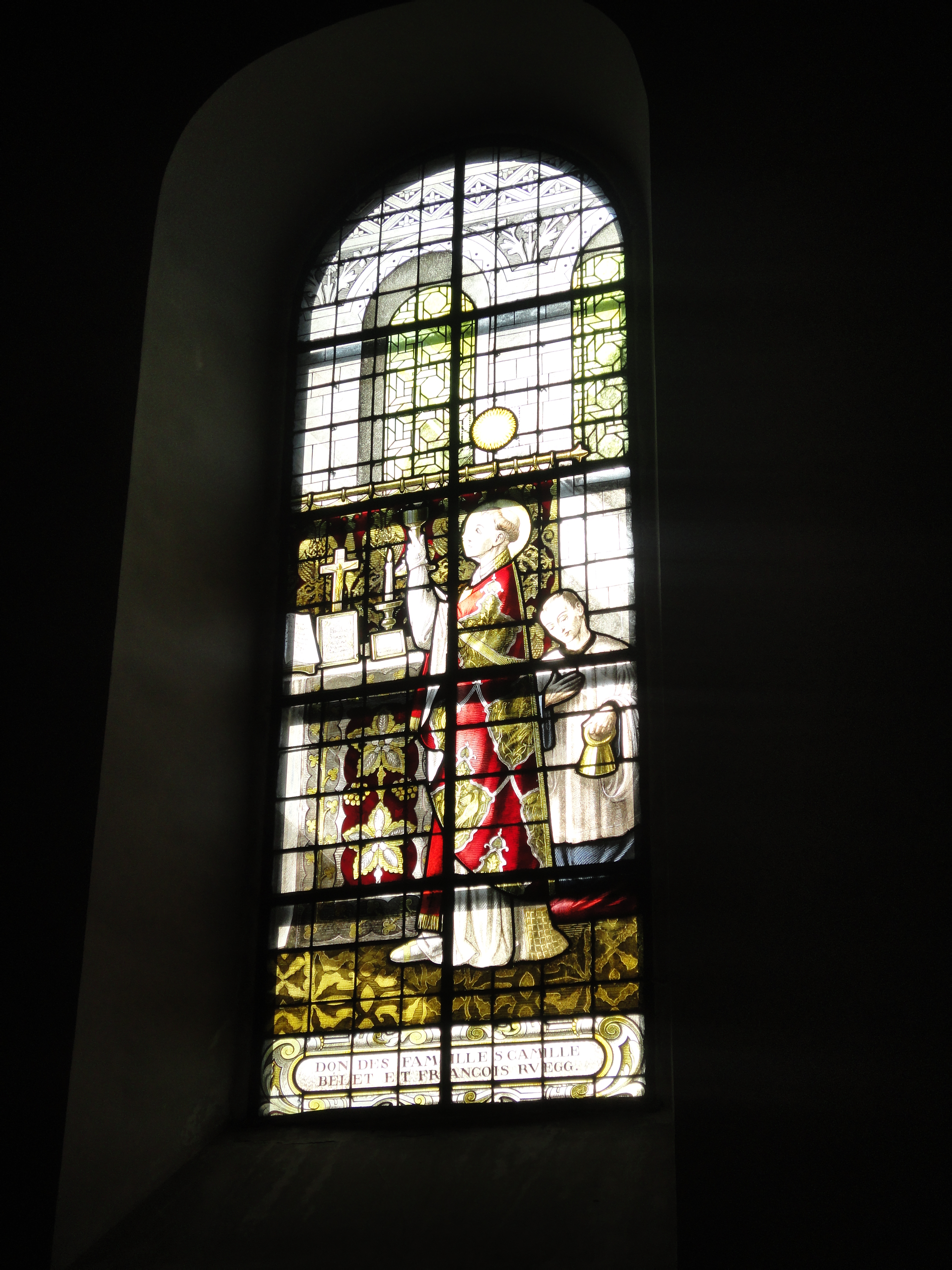
Vitrail de l'église - Don des familles Camille Bélet et François Ruegg
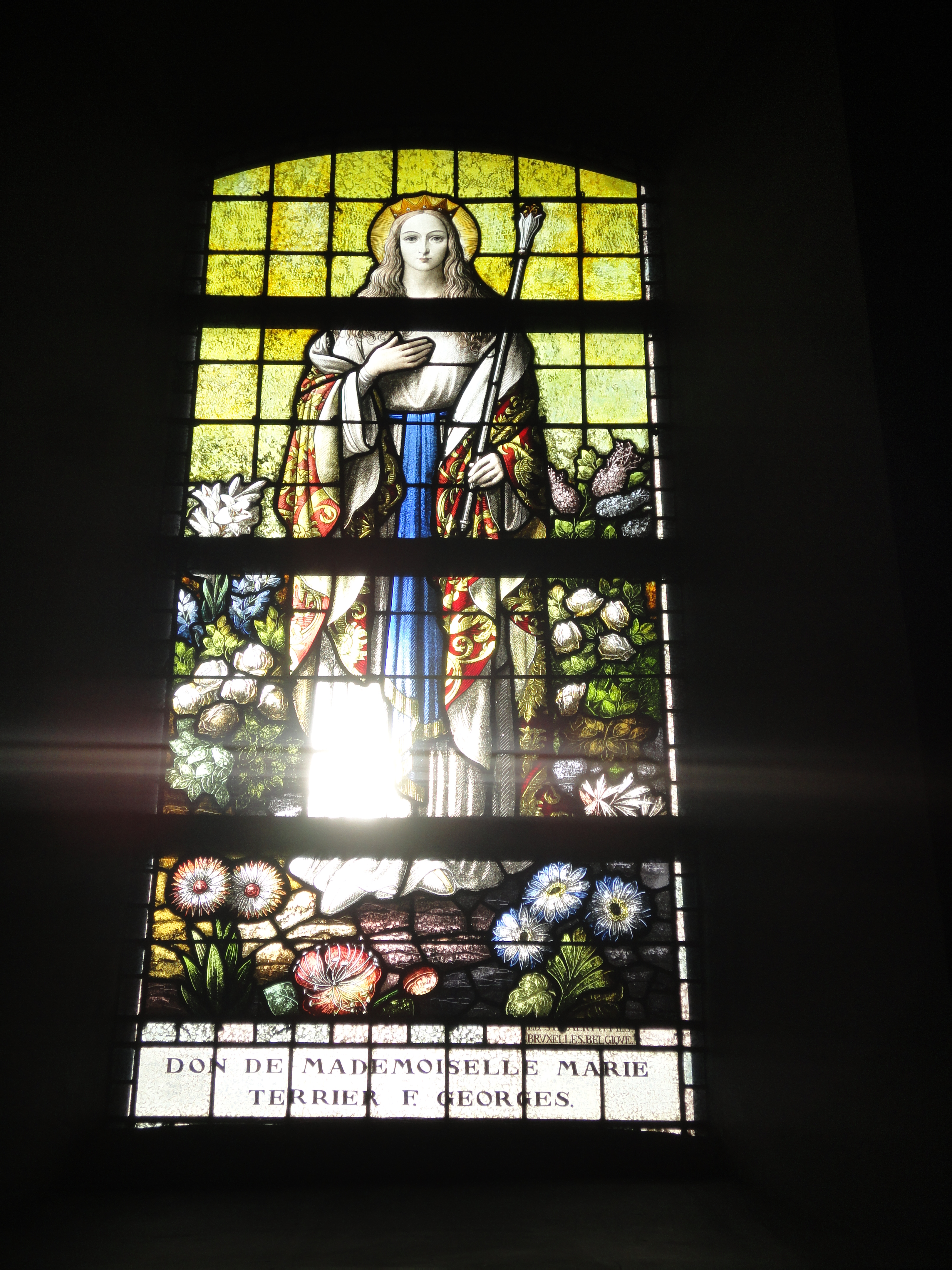
Vitrail de l'église - Don de Mademoiselle Marie Terrier F. Georges